# Ikiza
El Ikiza (traducido de manera diversa del kirundi como la Catástrofe, la Gran Calamidad o el Flagelo), o también llamado Ubwicanyi (Asesinatos), fue una serie de matanzas masivas —a menudo caracterizadas como un genocidio— que fueron cometidas en Burundi en 1972 por el ejército y el gobierno dominados por los tutsis, principalmente contra hutus educados y miembros de la élite que vivían en el país. Las estimaciones conservadoras sitúan el número de muertos entre 100.000 y 150.000, mientras que algunas estimaciones lo elevan hasta 300.000.

## Antecedentes

### Tensiones étnicas en Burundi

Burundi (en rojo), limitado por Ruanda al norte, Zaire al oeste y Tanzania al este

En el siglo XX, Burundi tenía tres principales grupos étnicos indígenas: los hutus, los tutsis y los twa de los Grandes Lagos. El área fue colonizada por el Imperio alemán a finales del siglo XIX y administrada como parte del África Oriental Alemana. En Burundi y la vecina Ruanda al norte, los alemanes mantuvieron el sistema de gobierno indirecto, dejando intactas las estructuras sociales locales. Bajo este sistema, la minoría tutsi generalmente conservaba su estatus aristocrático histórico, mientras que los hutus ocupaban la base de la estructura social. Los príncipes y monarcas pertenecían a un grupo étnico único, los ganwa, aunque con el tiempo la relevancia política de esta distinción disminuyó y la categoría fue subsumida por los tutsis. Durante la Primera Guerra Mundial, tropas belgas provenientes del Congo Belga ocuparon Burundi y Ruanda. En 1919, bajo los auspicios de la naciente Sociedad de Naciones, a Bélgica se le otorgó la responsabilidad de administrar el territorio de "Ruanda-Urundi" como un mandato de la Sociedad de Naciones. Aunque estaban obligados a promover el progreso social, los belgas no modificaron las estructuras de poder locales. Tras la Segunda Guerra Mundial, se formó la Organización de las Naciones Unidas y Ruanda-Urundi se convirtió en un territorio en fideicomiso de las Naciones Unidas bajo administración belga, lo que requería que Bélgica educara políticamente a la población local y la preparara para la independencia.
A los habitantes de Urundi se les permitió participar en política a partir de 1959. En 1961 se estableció un gobierno autónomo limitado. La Union pour le Progrès national (UPRONA) ganó de forma aplastante en las Elecciones legislativas de Burundi de 1961 y su líder, Louis Rwagasore, se convirtió en primer ministro. Aunque era hijo del rey burundés Mwambutsa IV, hizo campaña con un programa de igualdad de oportunidades, generando esperanzas de relaciones pacíficas entre las etnias. Fue asesinado un mes después de asumir el cargo. La polarización étnica, inicialmente de poca preocupación para la clase gobernante, aumentó rápidamente entre la élite política de Urundi tras el asesinato. Urundi obtuvo la independencia como el Reino de Burundi en julio de 1962, mientras que Ruanda se convirtió en una república independiente.
Mwambutsa enfureció a los políticos burundeses al intervenir repetidamente en sus asuntos para intentar reformar los gobiernos fracturados del país. La violencia contra los tutsis durante la Revolución ruandesa de 1962-1963 incrementó las tensiones étnicas en Burundi. Desde ese momento, todos los regímenes dominados por tutsis en Burundi procuraron evitar una revolución similar. Para 1965, los asesinatos, complots subversivos y un intento de golpe de Estado provocaron el asesinato de numerosos parlamentarios hutus y generaron violencia étnica en las zonas rurales. Al año siguiente, Mwambutsa fue derrocado en el golpe de Estado de julio de 1966 a favor de su hijo Ntare V. Ntare fue depuesto poco después en el golpe de noviembre de 1966, liderado por un joven oficial tutsi del ejército burundés, Michel Micombero. Micombero abolió la monarquía y fue instalado como Presidente de Burundi; bajo su gobierno, el poder se concentró progresivamente en manos de los tutsis, en particular un círculo de la Provincia de Bururi conocido como el Groupe de Bururi, mientras que la participación hutu en el gobierno se redujo de forma sostenida. Rumores sobre un complot hutu en 1969 llevaron al gobierno a ejecutar a decenas de figuras públicas hutus. A comienzos de los años 1970, Burundi tenía una población de aproximadamente cinco millones de personas, de las cuales el 85 % eran hutus, el 14 % tutsis y el 1 % twa.
Durante el mismo período, aumentaron las tensiones entre subgrupos tutsis: los tutsi-banyaruguru y los tutsi-hima. Los primeros estaban históricamente vinculados a la monarquía, mientras que Micombero y muchos de sus aliados en Bururi eran tutsi-hima. En julio de 1971, su gobierno acusó a varios banyaruguru prominentes de conspirar para restaurar a Ntare en el trono. El 14 de enero de 1972, un tribunal militar condenó a muerte a nueve banyaruguru y a cadena perpetua a otros siete por conspiración. La división entre los tutsis debilitó considerablemente la legitimidad del gobierno dominado por los hima.

### Regreso de Ntare V

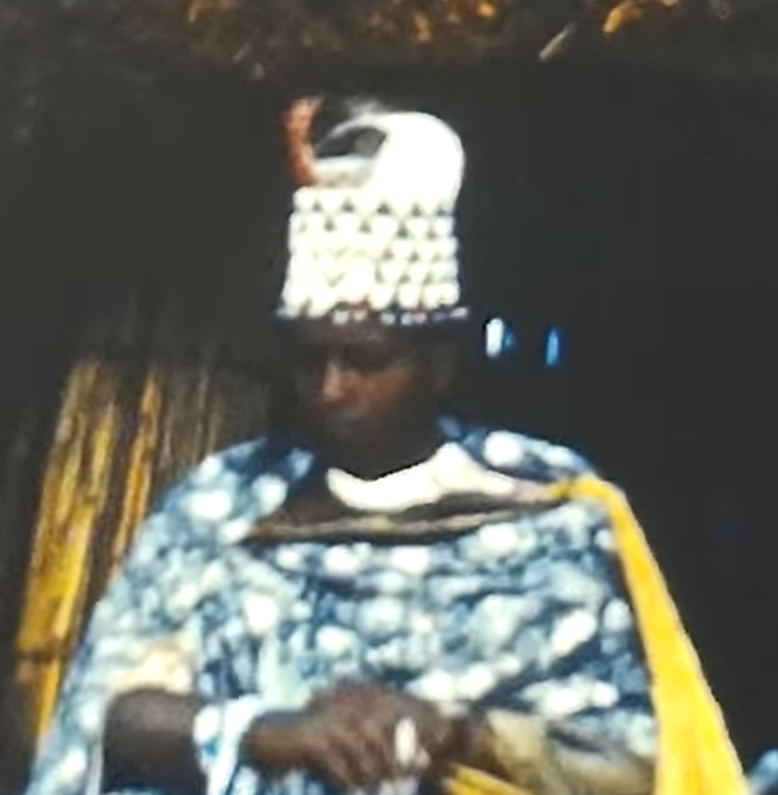
Ntare V de Burundi en 1966, durante su coronación

El 30 de marzo de 1972, Ntare llegó en helicóptero a Gitega, Burundi, desde Uganda, tras años de exilio. Fue detenido inmediatamente y puesto bajo arresto domiciliario en su antiguo palacio en la ciudad. Las razones de su regreso a Burundi siguen siendo objeto de disputa. Algunos comentaristas alegaron que había negociado un acuerdo con Micombero para regresar como ciudadano común, pero fue traicionado por el presidente. Otros sugirieron que el presidente ugandés Idi Amin lo entregó a Micombero como un “regalo”. El escritor Marc Manirakiza afirmó que el gobierno de Amin había coordinado con Micombero el secuestro del helicóptero de Ntare cuando volaba hacia la localidad ugandesa de Kabare. El gobierno ugandés negó cualquier conspiración, afirmando que Micombero había garantizado su seguridad en Burundi. Algunos diplomáticos europeos creyeron que Micombero había accedido sinceramente a su retorno "en un momento de aberración mental", pero rápidamente se arrepintió y "sobrerreaccionó" arrestándolo. El ministro de Asuntos Exteriores de Burundi, Artémon Simbananiye, supervisó las conversaciones con las autoridades ugandesas que condujeron a la repatriación de Ntare.
Poco después del arresto de Ntare, los medios oficiales burundeses declararon que había sido detenido por planear un golpe de Estado para restaurar su trono con la ayuda de mercenarios blancos. La emisora estatal Voix de la Révolution declaró: «Redoblemos nuestra vigilancia, los enemigos de nuestra liberación no han sido aún desarmados». Aunque la emisión original atribuía el fracaso del supuesto complot de Ntare a su falta de "agentes" en el país, una corrección emitida al día siguiente alegaba que sí había agentes dentro de Burundi.
Mientras tanto, el gobierno burundés debatía el destino de Ntare. Algunos ministros querían mantenerlo bajo custodia en Gitega, mientras que otros pedían su ejecución. En particular, los miembros del Groupe de Bururi consideraban necesaria su muerte, mientras que quienes se oponían temían graves consecuencias por asesinar al exmonarca. El 23 de abril, un administrador escolar en Bururi informó que la mayoría de los maestros hutus en Nyanza-Lac habían huido a Tanzania. Transmitió el mensaje al gobierno, que temiendo problemas, convocó una reunión de funcionarios provinciales en la ciudad de Rumonge para el 29 de abril. Al mediodía del 29 de abril, Micombero disolvió su gobierno y destituyó a varios altos cargos, incluido el secretario ejecutivo de UPRONA, André Yande. Algunos burundeses recibieron esta noticia con entusiasmo, creyendo que señalaba la decisión de Micombero de deshacerse del Groupe. La administración quedó en manos de los directores generales de los ministerios gubernamentales.

## Acontecimientos

### Levantamiento hutu
Entre las 20:00 y las 21:00 del 29 de abril, militantes hutus iniciaron una serie de ataques en Buyumbura y en las provincias del sur de Rumonge, Nyanza-Lac y Bururi. En cada localidad, los rebeldes se agrupaban en torno a individuos que vestían una «uniforme» de camisas negras, tatuajes, cintas rojas en la cabeza o cazuelas de esmalte blanco salpicadas con pintura roja. Operaban en grupos de entre 10 y 30 personas y estaban armados con armas automáticas, machetes y lanzas. Los militantes fueron apoyados por exiliados de Zaire, comúnmente llamados «mulelistas». Burundi albergaba a miles de exiliados zaireños culturalmente distintos al resto de la sociedad burundesa, pero con agravios contra el Groupe de Bururi y receptivos a la incitación contra el régimen de Micombero. El término mulelista evocaba a Pierre Mulele, líder de la Rebelión del Kwilu entre 1964 y 1965. En realidad, los rebeldes zaireños que lucharon junto a los hutus eran en su mayoría antiguos seguidores de Gaston Soumialot, quien dirigió la Rebelión Simba en el este del Zaire en la misma época.
Los rebeldes atacaron a tutsis y cometieron numerosas atrocidades, además de incendiar viviendas y sacrificar ganado. A pesar de estas matanzas étnicas, el investigador Nigel Watt argumenta que los insurgentes esperaban al principio contar con el apoyo de los monárquicos tutsis descontentos por el arresto de Ntare.
En Bururi, los rebeldes asesinaron a todas las autoridades civiles y militares. Al capturar los depósitos de armas en Rumonge y Nyanza-Lac, los militantes mataron a todos los tutsis que encontraron y a varios hutus que se negaron a unirse a ellos. La reunión de autoridades provinciales en Rumonge aún se desarrollaba cuando comenzaron los ataques. Los rebeldes asesinaron a 12 funcionarios, pero Yande y Albert Shibura, quienes dirigían la conferencia, lograron abrirse paso a tiros y escapar a Buyumbura. Campesinos hutus y tutsis del poblado de Vyanda intentaron resistir conjuntamente a los militantes. Misioneros estimaron que entre el 29 de abril y el 5 de mayo los rebeldes asesinaron entre 800 y 1.200 tutsis y hutus, siendo las principales víctimas los tutsis. El académico René Lemarchand estimó en 1.000–2.000 los tutsis muertos como «una estimación plausible». Tras tomar el control del sur, los rebeldes se reagruparon en Vyanda y proclamaron la creación de la «República de Martyazo». En su territorio izaron una bandera roja y verde y sometieron a los tutsis capturados a «tribunales populares».

## Respuesta internacional

### Ayuda humanitaria
El 1 de mayo, el gobierno de los Estados Unidos declaró a Burundi como "zona de desastre". Tras utilizar 25.000 dólares del fondo de contingencia del World Disaster Relief Account, Burundi solicitó otros 75.000 dólares a Estados Unidos, que fueron concedidos de inmediato. La mayor parte del dinero se utilizó para comprar bienes localmente o en países cercanos, incluyendo mantas, dos ambulancias, alimentos, ropa y transporte. En total, el gobierno estadounidense gastó 627.400 dólares en esfuerzos de ayuda durante y después del Ikiza, tanto en Burundi como en países vecinos que acogieron refugiados. Las donaciones caritativas privadas estadounidenses alcanzaron los 196.500 dólares.
A finales de mayo, el Secretario General de las Naciones Unidas, Kurt Waldheim, ofreció establecer un programa de ayuda humanitaria. Se enviaron dos pequeñas misiones de la ONU a Burundi para evaluar las necesidades de la población. La primera misión, compuesta por Issoufou Saidou-Djermakoye, Macaire Pedanou y A. J. Homannherimberg, llegó a Buyumbura el 22 de junio y fue recibida por Micombero. Permanecieron una semana en el país, visitaron varias regiones y redactaron un informe que fue entregado a Waldheim. El 4 de julio, en una conferencia de prensa, Waldheim afirmó, basándose en dicho informe, que entre 80.000 y 200.000 personas habían sido asesinadas y otras 500.000 desplazadas internamente. Una segunda "misión técnica", formada por P. C. Stanissis y Eugène Koffi Adoboli, permaneció en Burundi entre el 31 de julio y el 7 de agosto, y presentó sus recomendaciones dos días después. Propusieron un programa de ayuda a corto y largo plazo para rehabilitar las regiones afectadas y fomentar el crecimiento económico, incluyendo asistencia técnica de la ONU para reemplazar al personal burundés que había "desaparecido". La ONU acabó destinando más de 4 millones de dólares para asistir a desplazados internos y refugiados.
Varios grupos cristianos internacionales suministraron alimentos y medicinas durante las primeras etapas del Ikiza. Tras una petición al gobierno burundés, el Comité Internacional de la Cruz Roja (CICR) fue autorizado el 28 de junio para prestar ayuda en el suroeste del país y en Buyumbura. El gobierno también accedió a que el CICR supervisara directamente la distribución de su ayuda, pero el 6 de julio el Ministro de Salud y el presidente de la Cruz Roja de Burundi revocaron dicha autorización, sometiendo toda acción a la aprobación previa de la Comisión Nacional de Socorro. Los delegados del CICR temían que el cambio impidiera una correcta distribución de la ayuda a víctimas hutus. Frustrados, escribieron a la sede en Ginebra instando a hacer público el conflicto para avergonzar al gobierno. El Comité Central Menonita también acusó a las autoridades de mostrar una "aparente negativa a permitir que las agencias de socorro ayudaran a los hutus".
Las negociaciones del CICR se rompieron el 14 de julio. Tres días después, con un nuevo gobierno en funciones, un delegado propuso un esquema tripartito para la distribución: CICR, Cruz Roja de Burundi y un comité de secours nacional. El gobierno lo rechazó, insistiendo en que los suministros debían almacenarse en la sede del partido UPRONA y ser distribuidos por agencias burundesas. Tras conocer el estancamiento, la sede del CICR retiró a sus representantes del país; uno se trasladó a Ruanda. El 4 de agosto la misión burundesa ante la ONU negó cualquier dificultad, afirmando que el gobierno podía manejar la emergencia gracias a ayuda bilateral de países amigos.
A mediados de agosto, Burundi permitió al CICR operar bajo la condición de que personal de la Federación Internacional de Sociedades de la Cruz Roja y de la Media Luna Roja reemplazara a los delegados, limitando su acción a Buyumbura y Bururi y en colaboración con la Cruz Roja de Burundi. El gobierno también hostigó a otras organizaciones: el 21 de agosto se retrasó el desembarco de ayuda de un avión de Caritas Internationalis por una disputa sobre el control de la distribución. El gobierno confiscó todos los envíos de la Cruz Roja desde Suiza y diez toneladas de leche de Caritas. A Catholic Relief Services se le permitió conservar sus envíos tras abrir todos sus paquetes para inspección. Finalmente, el CICR distribuyó ayuda en el área de desastre designada por el gobierno, mientras Caritas y Catholic Relief Services prestaban asistencia discretamente en otras regiones.

## Análisis

### Número de muertes
Las estimaciones conservadoras sitúan el número de muertos del genocidio entre 100.000 y 150.000, aunque algunas lo elevan hasta 300.000, lo que representa aproximadamente entre el 10 y el 15 por ciento de la población masculina hutu de Burundi. Lemarchand estimó entre 200.000 y 300.000 hutus asesinados. Dado que la represión se centró en hutus educados y que la mayoría de las personas educadas en Burundi eran hombres, murieron más hombres que mujeres. Aproximadamente el 75 por ciento de los hutus educados de Burundi fueron asesinados. Lemarchand afirmó que las matanzas fueron llevadas a cabo por el gobierno debido a una amenaza percibida al Estado en forma de la rebelión de abril, escribiendo que "la represalia, más que la ideología, debe considerarse la principal motivación detrás de las matanzas".

### Evaluación de la violencia como genocidio
No hay consenso académico sobre si el Ikiza constituyó un genocidio, un «genocidio selectivo», un «doble genocidio» o simplemente una extensa limpieza étnica. Muchos prefieren describir lo ocurrido como una «masacre. El jurista William J. Butler y el especialista en estudios internacionales George Obiozor concluyeron que
«actos genocidas ocurrieron en Burundi y las víctimas fueron principalmente hutus».
El historiador Jean-Pierre Chrétien caracterizó el Ikiza como «un verdadero genocidio de las élites hutu». El sociólogo Leo Kuper lo consideró un genocidio, al igual que la historiadora Alison Des Forges. Lemarchand describió el evento como un «genocidio selectivo» y «genocidio parcial», destacando el objetivo sobre personas educadas dentro de la población hutu. El sociólogo Irving Louis Horowitz criticó el uso de ese término por parte de Lemarchand, afirmando que
«el uso de términos como genocidio selectivo, al igual que genocidio cultural, es un esfuerzo emotivo por reivindicar el carácter especial del asesinato en masa, quizás para intensificar la sensación de horror que estas personas a menudo olvidadas han experimentado».
Los estudiosos centrados en el genocidio en Ruanda de 1994 tienden a minimizar los acontecimientos de 1972 en Burundi. Los académicos Scott Straus y David Leonard los describen como «masacres organizadas» en lugar de genocidio. El analista político David Rieff escribió que la selección de las víctimas hutus según su nivel educativo implica que las matanzas cumplen con el criterio legal internacional de genocidio. El historiador Timothy J. Stapleton también consideró que el Ikiza cumple con los estándares internacionales para ser calificado como genocidio. En 1985, la ONU etiquetó retroactivamente las matanzas de 1972 como genocidio.
Si bien la mayoría de los análisis académicos sobre el uso del término genocidio en relación con los acontecimientos de 1972 se centran en las matanzas de hutus por parte de tutsis, Chrétien y el historiador Jean-François Dupaquier consideraron que las acciones anti-tutsi de los rebeldes hutus constituían un projet génocidaire que nunca se concretó. Como parte de su argumentación, citaron la supuesta existencia de panfletos distribuidos por los rebeldes con llamados explícitos al genocidio de los tutsis. No se conocen copias originales de estos documentos, aunque ambos historiadores citaron un libro de Marc Manirakiza, opositor del régimen de Micombero, quien afirmó haber reproducido estos textos casi en su totalidad. Lemarchand rechazó la autenticidad histórica de los documentos y criticó la hipótesis de Chrétien y Dupaquier por «respaldar sin crítica la versión oficial de las autoridades burundesas de la época» y por no estar respaldada por datos empíricos.

### Comportamiento de las víctimas
Los testimonios extranjeros sobre el Ikiza expresaron sorpresa ante la aparente disposición de las víctimas a obedecer las órdenes de sus verdugos hasta la muerte. Se han ofrecido múltiples explicaciones para este comportamiento. Algunos autores lo atribuyen a la resignación frente a obstáculos insuperables, mientras que otros lo relacionan con la historia feudal de Burundi y una cultura de sumisión hutu ante los tutsis. Kuper citó el Ikiza como ejemplo de un genocidio
"en el que las víctimas [tenían] cierta (significativa) capacidad de resistencia, o en el que, objetivamente, las víctimas representaban una amenaza seria".
El historiador Aidan Russell criticó esta conclusión escribiendo:
"para mantener esa interpretación es necesario eludir la distinción entre el individuo enfrentado a tal violencia estatal y el potencial de una comunidad imaginada que, en ese momento, muchos aún no habían imaginado [...] Más allá de un grupo selecto de políticos y militantes, la etnia hutu no constituía una comunidad corporativa para la mayoría de sus miembros en las colinas. Cada víctima se enfrentó sola a la violencia del Estado".

## Consecuencias

### Efectos en Burundi
Russell escribió:
"La larga década de 1960 de Burundi comenzó con el inicio abrupto de la competencia política en 1959, pasó por la independencia formal en 1962 y culminó con una catástrofe de destrucción en 1972. Fue con esta violencia que se cerraron los horizontes futuros de posibilidad, y la gente sintió que reconocía una nueva certeza en lo que las relaciones poscoloniales, las identidades y la vida misma significaban ahora."
El Ikiza consolidó la dominación de la sociedad burundesa por los tutsis, particularmente los Hima. Las élites banyaruguru que se habían enfrentado al régimen de Micombero pasaron a apoyar a los líderes hima, al considerar que el levantamiento hutu representaba una amenaza mayor. Parte de la tensión subyacente persistió, lo que llevó al presidente a destituir a su primer ministro banyaruguru en 1973 y asumir personalmente el control de las principales carteras ministeriales. Miles de hutus y tutsis quedaron desplazados internamente por la violencia de 1972. Tras los acontecimientos, los hutus instruidos que sobrevivieron fueron excluidos casi por completo de los altos cargos del ejército, la administración pública, las empresas estatales y las instituciones educativas superiores. Los pocos hutus que quedaron en la función pública permanecieron principalmente por cuestiones de imagen. La eliminación virtual de una generación de hutus instruidos aseguró además la hegemonía tutsi del poder judicial durante décadas. Las purgas redujeron el tamaño de las fuerzas armadas. Las matanzas también causaron un daño limitado a la economía, ya que la pérdida de trabajadores hutus en la industria cafetera interrumpió su transporte y almacenamiento. Muchos campesinos hutus huyeron de la violencia y sus cultivos fueron incendiados, pero como la mayoría practicaban agricultura de subsistencia, su destrucción tuvo poco impacto nacional. De 1973 a 1980, muchos estudiantes hutus continuaron su educación secundaria en países vecinos. Dentro de Burundi, el mes de mayo —aniversario del Ikiza— generaba ansiedad entre los estudiantes hutus, y se afirma que las autoridades tutsis lo explotaban para impedir que aprobaran los exámenes anuales.
En 1974, Micombero declaró una amnistía general para los refugiados hutus. Sin embargo, su régimen se mantuvo hostil hacia los exiliados; en 1975 el gobierno mató a un grupo de repatriados en Nyanza Lac, un año después de su regreso. Durante los años setenta, el gobierno burundés difundió propaganda que retrataba al país como unido y sin problemas étnicos. No obstante, su posición seguía siendo precaria, y el temor a otro levantamiento hutu llevó a aumentar el presupuesto destinado al ejército. La represión del Ikiza logró disuadir las acciones contra el régimen, y Burundi se mantuvo excepcionalmente libre de conflictos hasta 1988. Burundi recibió poca ayuda militar de las potencias occidentales tras las matanzas, con la excepción de Francia. A cambio, el país profundizó sus lazos militares con los estados del Bloque del Este.
En 1976, Micombero fue derrocado en un golpe incruento por el coronel Jean-Baptiste Bagaza. Inicialmente, el régimen de Bagaza ofreció un potencial de reconciliación étnica, al declarar una amnistía para todos los refugiados hutus en el extranjero y, en 1979, conceder una amnistía limitada a parte de la población encarcelada. Sin embargo, la dominación tutsi-hima sobre el gobierno se mantuvo. La represión política continuó, y el gobierno supervisaba estrechamente las actividades de sus nacionales en el extranjero, incluso de aquellos que habían renunciado a la ciudadanía burundesa. La exclusión sistemática de los hutus de las oportunidades socioeconómicas recibió escasa atención internacional durante muchos años. A raíz de la presión internacional, Burundi inició una transición democrática en 1993 y eligió a su primer presidente hutu, Melchior Ndadaye. En una entrevista declaró que no perseguiría judicialmente a los responsables de los hechos de 1972, por temor a desestabilizar el país. El 21 de octubre, él y otros líderes políticos fueron asesinados por oficiales del ejército tutsi en un intento de golpe fallido. El anuncio de su muerte desencadenó una oleada de violencia, cuando campesinos hutus y activistas políticos —muchos alegando que temían una repetición del Ikiza si no actuaban— asesinaron a miles de tutsis en todo el país.

### Refugiados
El Ikiza provocó un éxodo masivo, en su mayoría de hutus, desde Burundi hacia países vecinos. Un número indeterminado de personas que vivían en las zonas fronterizas buscaron refugio temporalmente en países vecinos, pero regresaron una vez pasada la represión más intensa. Para mediados de 1973, unos 6.000 habían huido a Ruanda, aunque aproximadamente la mitad se trasladó a Tanzania, ya que Ruanda estaba densamente poblada y la mayoría de las tierras cultivables ya estaban ocupadas. Para ese mismo período, aproximadamente 35.000 habían buscado refugio en Zaire. Los campesinos se establecieron principalmente en la llanura del río Ruzizi, mientras que los exiliados más instruidos intentaron trabajar sin mucho éxito en las ciudades de Uvira y Bukavu. La asistencia del gobierno zaireño fue esporádica, y no consideró otorgar permisos de residencia a los refugiados hasta 1976. Tanzania absorbió la mayoría de los refugiados burundeses por diversas razones: estaba geográficamente próxima a la provincia de Bururi, donde la represión fue más intensa; ya albergaba una importante comunidad burundesa; el idioma de su numeroso grupo étnico Ha era similar al kirundi; no estaba densamente poblada; y tenía una larga tradición de acogida a refugiados. Se estima que 40.000 burundeses habían buscado refugio allí a finales de 1973, y para finales de 1974 el número había ascendido a 80.000. En agosto de 1972, el gobierno tanzano designó Ulyankulu, una zona remota en la región de Tabora, como asentamiento de refugiados, y estableció otras comunidades en Katumba y Mishoma, en la región de Kigoma. Las amnistías de Micombero y Bagaza convencieron a entre 10.000 y 20.000 nacionales de regresar a Burundi, principalmente desde Zaire. El Ikiza desencadenó una nueva corriente de pensamiento entre los refugiados hutus, que comenzaron a creer que el objetivo final de los tutsis era asesinar a suficientes hutus como para igualar el número de ambas etnias y así fortalecer su influencia política. Algunos sobrevivientes hutus desarrollaron una ideología fuertemente anti-tutsi basada en la Hipótesis camita; según esta, los tutsis —de origen camita— eran intrínsecamente crueles y salvajes en comparación con los hutus de origen bantú. Citaban el Ikiza como prueba principal de esa crueldad. En general, los hutus tomaron mayor conciencia de su identidad étnica. Hutus radicales fundaron el Partido para la Liberación del Pueblo Hutu en los asentamientos tanzanos, y en 1988 organizaron ataques contra tutsis en Burundi. Los líderes políticos de Tanzania intentaron mantener buenas relaciones con Burundi y desalentaron abiertamente los intentos de los refugiados de fomentar la subversión en su país natal. En la década de 2010, el gobierno tanzano ofreció naturalización masiva a los refugiados burundeses restantes y a sus hijos.

### Repercusiones internacionales
En 1973, la Subcomisión para la Prevención de la Discriminación y Protección de las Minorías de la ONU remitió una denuncia contra el gobierno burundés por violaciones sistemáticas de los derechos humanos a la Comisión de Derechos Humanos de las Naciones Unidas. Cuando la comisión celebró su conferencia anual en 1974, nombró un nuevo grupo de trabajo para comunicarse con los burundeses y presentar un nuevo informe sobre el país en la siguiente conferencia, lo que en la práctica supuso archivar el asunto. Finalmente, la comisión desestimó el caso en 1975. Mientras tanto, la Carnegie Endowment for International Peace publicó un informe sobre el genocidio, en el que instaba a los Estados Unidos a usar su posición como principal comprador de café burundés para ejercer presión económica sobre el régimen de Micombero. El funcionario del Departamento de Estado estadounidense Herman Jay Cohen declaró ante un comité del Congreso de los Estados Unidos que "Consideramos que un boicot amenazado no habría influido en los problemas inmediatos de violencia étnica" y que habría perjudicado a los ciudadanos comunes de Burundi. En 1987, la viuda del comandante Ndayahoze solicitó una compensación por el asesinato de su esposo y en nombre de otras familias de víctimas del Ikiza. A petición del embajador burundés, se le prohibió la entrada en la sede de la ONU en Nueva York.
Los acontecimientos en Burundi intensificaron las tensiones étnicas en Ruanda, donde los hutus comenzaron a acosar y atacar a los tutsis, especialmente a estudiantes. Ante su creciente aislamiento político, Kayibanda utilizó las matanzas en Burundi como pretexto para aplicar medidas aún más discriminatorias contra los tutsis. El uso de comités de vigilancia para implementar el programa generó inestabilidad cuando estos comenzaron a cuestionar el poder de las autoridades, lo que facilitó el golpe de Estado de 1973 del oficial Juvénal Habyarimana. Durante la Guerra Civil de Ruanda (1990-1994), muchos políticos hutus recordaban el Ikiza y lo usaban como justificación de su temor a sufrir atrocidades si el Frente Patriótico Ruandés —dominando por tutsis— llegaba al poder.

## Legado
El genocidio es recordado en Burundi como el "Ikiza", traducido de diversas maneras como la "Catástrofe", la "Gran Calamidad" o el "Flagelo". También se lo llama "Ubwicanyi", que se traduce del Kirundi como "Asesinatos" o "Masacres". El término Ubwicanyi fue comúnmente utilizado para describir el acontecimiento durante y después de los años 1970. El término "genocidio" no se utilizó con frecuencia como etiqueta hasta los años 1990, cuando el discurso local fue influido por el genocidio ruandés de 1994 y los debates internacionales sobre derechos humanos. El término genocidio sigue siendo utilizado comúnmente como descriptor sólo en las discusiones en francés sobre el evento y rara vez mencionado en narrativas contadas en Kirundi. A veces se lo denomina el "primer genocidio" para distinguirlo de las matanzas de 1993 en Burundi. Según Lemarchand, el Ikiza fue el primer genocidio documentado en África poscolonial. Ninguna persona ha sido procesada por los asesinatos. La mayor parte de la información sobre el Ikiza provino de los testimonios de refugiados y misioneros hasta que los historiadores Chrétien y Dupaquier publicaron su libro sobre el acontecimiento, Burundi 1972, au bord des génocides, en 2007.
| "Sin duda para mí, el 29 de abril de 1972, día del inicio del genocidio bahutu en Burundi [es la fecha más terrible de la historia burundesa]. Esto es aún más terrible dado que hasta hoy, un consenso nacional para reconocerlo lucha por afirmarse."—El político burundés Jean‐Marie Ngendahayo, 2018 (traducido del francés) |

Según Lemarchand, el Ikiza "compite" con el genocidio ruandés de los tutsis en la conciencia colectiva de los hutus y tutsis burundeses por el reconocimiento. Los hutus burundeses también atribuyen más importancia al Ikiza que a las masacres de 1993, que los tutsis tienden a enfatizar. Lemarchand escribió en 2009 que "el genocidio de 1972 de hutus por tutsis ha sido virtualmente borrado de la conciencia de la mayoría de los tutsis". Algunos burundeses perciben ambos acontecimientos como genocidios dignos de conmemoración, pero en general se han formado facciones para reclamar la precedencia de un evento sobre el otro y conmemorarlos en consecuencia. Los hutus burundeses han citado retrospectivamente la existencia de un "plan Simbananiye", una trama ideada por el exministro de Asuntos Exteriores en 1967 antes del Ikiza para eliminar a la monarquía y a la élite hutu, como prueba de la presunta intención genocida del régimen. Esto es probablemente una falsedad histórica. Las opiniones en la academia burundesa siguen igualmente divididas sobre los acontecimientos: los escritores hutus hablan de un plan premeditado ejecutado por el régimen para exterminar a las élites hutus, mientras que los autores tutsis subrayan que el Ikiza comenzó con la rebelión hutu y acusan a sus perpetradores de tener intenciones genocidas anti-tutsis, justificando así la respuesta del gobierno.
Durante muchos años, el gobierno burundés suprimió toda referencia pública a las matanzas de 1972 y no investigó sus orígenes. Las conmemoraciones anuales del Ikiza tienden a tener lugar en el extranjero, especialmente en Bélgica. El gobierno burundés erigió un monumento en 2010 para conmemorar a las víctimas de toda la violencia poscolonial en el país. En 2014, el Parlamento de Burundi aprobó una ley que llamaba a la creación de una Comisión de la Verdad y Reconciliación (CVR) para investigar atrocidades y represión en el país entre 1962 y 2008, incluyendo el Ikiza. La comisión comenzó su trabajo en 2016. Como parte de su labor, se exhumaron fosas comunes que se creía contenían víctimas del Ikiza en todo el país, se examinaron documentos de los archivos gubernamentales y se entrevistó a testigos. El 20 de diciembre de 2021, la CVR entregó su informe de progreso correspondiente a 2021 al Parlamento y declaró que el Estado cometió un genocidio contra los hutus en 1972.

## Obras citadas
- Adelman, Howard; Suhrke, Astri, eds. (1999). The Path of a Genocide: The Rwanda Crisis from Uganda to Zaire (ilustrada edición). Oxford: Transaction Publishers. ISBN 978-1-41-283820-7.
- Annan, Kofi A. (11 March 2005), Letter dated 11 March 2005 from the Secretary-General addressed to the President of the Security Council, Nueva York: Consejo de Seguridad de las Naciones Unidas.
- Bentrovato, Denise (2019). «Burundi». The Palgrave Handbook of Conflict and History Education in the Post-Cold War Era. Cham: Palgrave Macmillan. ISBN 9783030057213.
- «Burundi: The Long, Hot Summer», Current Intelligence Weekly Summary (especial edición) (Agencia Central de Inteligencia de los Estados Unidos) (653), 22 September 1972, archivado desde el original el 23 January 2017.
- Callahan, David (1997). Unwinnable Wars: American Power and Ethnic Conflict (reimpresión edición). Nueva York: Macmillan. ISBN 9780809016105.
- Campbell, Jason J. (2012). On the Nature of Genocidal Intent. Lanham: Lexington Books. ISBN 9780739178478.
- Carney, J.J. (2014). Rwanda Before the Genocide: Catholic Politics and Ethnic Discourse in the Late Colonial Era. Nueva York: Oxford University Press USA. ISBN 9780199982271.
- Charny, Israel W., ed. (1999). Encyclopedia of Genocide: A–H 1. Santa Barbara: ABC-CLIO. ISBN 9780874369281.
- Chorbajian, Levon; Shirinian, George, eds. (2016). Studies in Comparative Genocide. Londres: Springer. ISBN 9781349273485.
- Chrétien, Jean-Pierre; Dupaquier, Jean-François (2007). Burundi 1972, au bord des génocides (en francés). París: Karthala Editions. ISBN 9782845868724.
- Daley, Patricia O. (2008). Gender & Genocide in Burundi: The Search for Spaces of Peace in the Great Lakes Region. African Issues. Bloomington: Indiana University Press. ISBN 978-0-253-35171-5.
- Davis, Morris (1975). Civil Wars and the Politics of International Relief: Africa, South Asia, and the Caribbean. Nueva York: Praeger. ISBN 9780275098704.
- Des Forges, Alison (May 1994). «Burundi: Failed coup or creeping coup?». Current History 93 (583): 203-207. ISSN 0011-3530. doi:10.1525/curh.1994.93.583.203.
- Kay, Reginald (1987). Burundi Since the Genocide (segunda edición). Londres: Minority Rights Group International. ISBN 9780080308319.
- Krueger, Robert; Krueger, Kathleen Tobin (2007). From Bloodshed to Hope in Burundi: Our Embassy Years During Genocide. Austin: University of Texas Press. ISBN 9780292714861.
- Kuper, Leo (1981). Genocide: Its Political Use in the Twentieth Century (reimpresión edición). New Haven: Yale University Press. ISBN 9780300031201.
- Lemarchand, René (1996). Burundi: Ethnic Conflict and Genocide (1ª edición). Cambridge: Cambridge University Press. ISBN 0-521-56623-1.
- Lemarchand, René (27 June 2008). «The Burundi Killings of 1972». Online Encyclopedia of Mass Violence. Sciences Po. Consultado el 11 September 2020.
- Lemarchand, René (2009). The Dynamics of Violence in Central Africa. Filadelfia: University of Pennsylvania Press. ISBN 9780812241204.
- Lemarchand, René (2013). «Burundi 1972: A Forgotten Genocide». Forgotten Genocides: Oblivion, Denial, and Memory. Filadelfia: University of Pennsylvania Press. ISBN 978-0-8122-4335-2.
- Lemarchand, René; Martin, David (1974). Selective Genocide in Burundi. Londres: Minority Rights Group International.
- Loft, Francis (1988). «Background to the Massacres in Burundi». Review of African Political Economy 15 (43): 88-93. JSTOR 4005758. doi:10.1080/03056248808703792.
- Lott, Gaia (July 2018). «On the margins of the Françafrique: Franco-Burundian and Franco-Rwandan bonds from an historical perspective». African Affairs 117 (468): 347-369. doi:10.1093/afraf/ady013.
- Manirakiza, Désiré (2011). «Les intellectuels burundais face au piège de l'ethnisme». Revue Africaine de Sociologie (en francés) 15 (1): 20-47. JSTOR 24487939.
- Melady, Thomas (1974). Burundi: The Tragic Years. Nueva York: Orbis Books. ISBN 0-88344-045-8.
- Nimuraba, Sixte Vigny; Irvin-Erickson, Douglas (2019). «Capítulo 9: Narratives Of Ethnic And Political Conflict In Burundian Sites Of Persuasion». Museums and Sites of Persuasion: Politics, Memory and Human Rights. Londres: Routledge. S2CID 237121150. doi:10.4324/9781138567825-10.
- Rieff, David (2001). «Suffering and Cynicism in Burundi». World Policy Journal (Otoño edición) 18 (3): 61-68. JSTOR 40209763. doi:10.1215/07402775-2001-4002.
- Russell, Aidan (2019). Politics and Violence in Burundi: The Language of Truth in an Emerging State. Cambridge: Cambridge University Press. ISBN 9781108499347.
- Russell, Aidan (August 2015). «Obedience and selective genocide in Burundi». Africa: The Journal of the International African Institute 85 (3): 437-456. ISSN 1750-0184. S2CID 143187212. doi:10.1017/S0001972015000273.
- Russell, Aidan (2015). «Rebel and Rule in Burundi, 1972». The International Journal of African Historical Studies 48 (1): 73-97. JSTOR 44715385.
- Schweiger, Romana (July 2006). «Late Justice For Burundi». The International and Comparative Law Quarterly 55 (3): 653-670. JSTOR 4092644. doi:10.1093/iclq/lei109.
- Stapleton, Timothy J. (2017). A History of Genocide in Africa. Santa Barbara: ABC-CLIO. ISBN 9781440830525.
- Taylor, Jordan D. (2012). The U.S. response to the Burundi Genocide of 1972 (Tesis de maestría). James Madison University. OCLC 801507594.
- Turner, Simon (2012). Politics of Innocence: Hutu Identity, Conflict and Camp Life. Nueva York: Berghahn Books. ISBN 9780857456090.
- Uvin, Peter (2013). Life after Violence: A People's Story of Burundi. Londres: Zed Books. ISBN 9781848137240.
- Watt, Nigel (2008). Burundi: Biography of a Small African Country. Nueva York: Columbia University Press. ISBN 978-0-231-70090-0.
- Watt, Nigel (2016). Burundi: Biography of a Small African Country (Revisada y actualizada edición). Londres: C. Hurst & Co. ISBN 978-1849045094.
- Weinstein, Warren (1975). Chinese and Soviet Aid to Africa. Nueva York: Praeger Publishers. ISBN 978-0-275-09050-0.
- Weinstein, Warren (1974). «Ethnicity and Conflict Regulation: The 1972 Burundi Revolt». Africa Spectrum 9 (1): 42-49. JSTOR 40173604.
- Weinstein, Warren (1976). Historical Dictionary of Burundi. Metuchen: Scarecrow Press. ISBN 9780810809628.
- Weinstein, Warren (March 1976). «Reviews». The Journal of Modern African Studies 14 (1): 161-163. JSTOR 159655. doi:10.1017/S0022278X00024071.